# Flor de Otoño
Flor de Otoño es una obra de teatro del dramaturgo español José María Rodríguez Méndez, escrita en 1973. Durante el franquismo la obra fue censurada, por lo que no pudo estrenarse hasta octubre de 1982. La trama está basada, libremente, en un suceso real acaecido en el Barrio Chino de la Barcelona de la década de 1930. En la obra, Lluiset es un respetable abogado de reputación irreprochable que, sin embargo, lleva una doble vida y por las noches actúa travestido en locales de alterne. 
En 1978, Pedro Olea hizo una versión cinematográfica con el título Un hombre llamado Flor de Otoño, con guion de Rafael Azcona y con José Sacristán como protagonista. Al dramaturgo Rodríguez Méndez no le gustó esta película, a la que consideró un fiasco.
Posteriormente  la obra conoció nuevos montajes dirigidos por nombres como Josep Costa o Ignacio García.